# Hans Krell
Hans Krell, även stavat Krehl eller Kreil, född omkring 1490, troligen i Crailsheim eller Ansbach, död 1565 i Leipzig, var en tysk porträttmålare under renässansen. 

## Biografi
Krell startade sin karriär som hovmålare åt markgreve Georg av Brandenburg-Ansbach vid dennes hov i Ansbach. Han följde därefter markgreven till det ungerska hovet och gick i Ludvig II av Ungerns tjänst där han verkade som hovmålare i Prag och Buda från 1522 till 1526. Från 1531 omnämns han i Leipzig och i Freiberg från 1534.
Han gjorde sig ett namn som porträttmålare av furstar och kallades Fürstenmaler. Bland hans uppdragsgivare fanns hertig Albrekt av Preussen, Hedwig av Polen, kurfurstinna av Brandenburg samt kurfurst August I av Sachsen.
Enligt konsthistorikern Dieter Koepplin är Krell även målare av den målning över slaget vid Orsja, målad omkring 1524-1530, som tidigare associerats med kretsen omkring Lucas Cranach den äldre. Målningen visas idag i Nationalmuseet i Warszawa och avbildar slaget 1514 mellan Polen-Litauen och storfurstendömet Moskva. Detaljkännedomen om slaget har tolkats som att konstnären troligen själv deltagit i striden. Krells kopplingar till den Jagellonska dynastin och huset Hohenzollern gör denna tolkning trolig. Målningen innehåller ett möjligt självporträtt, avbildande konstnären som observatör till slaget.

## Verk i urval

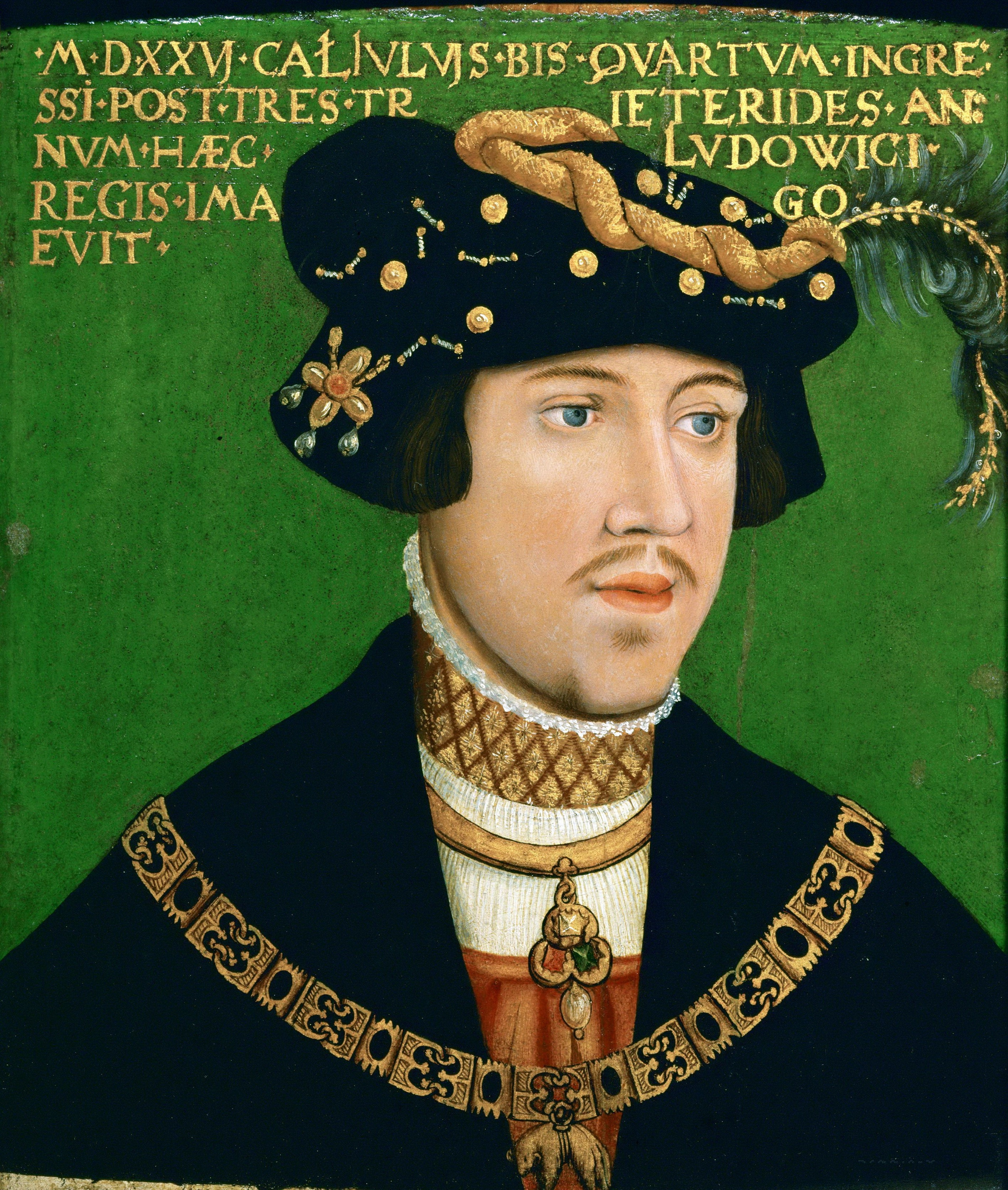
Ludvig II av Böhmen och Ungern (1522).
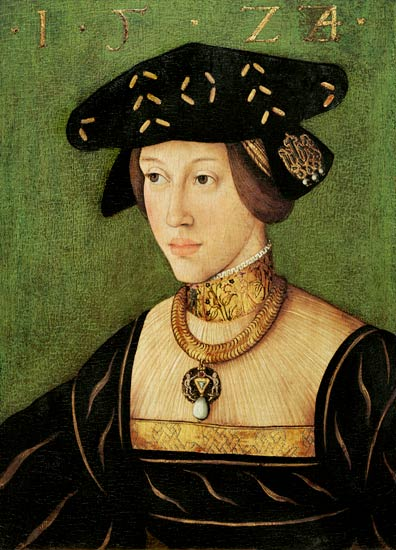
Maria av Habsburg, gemål till Ludvig II.
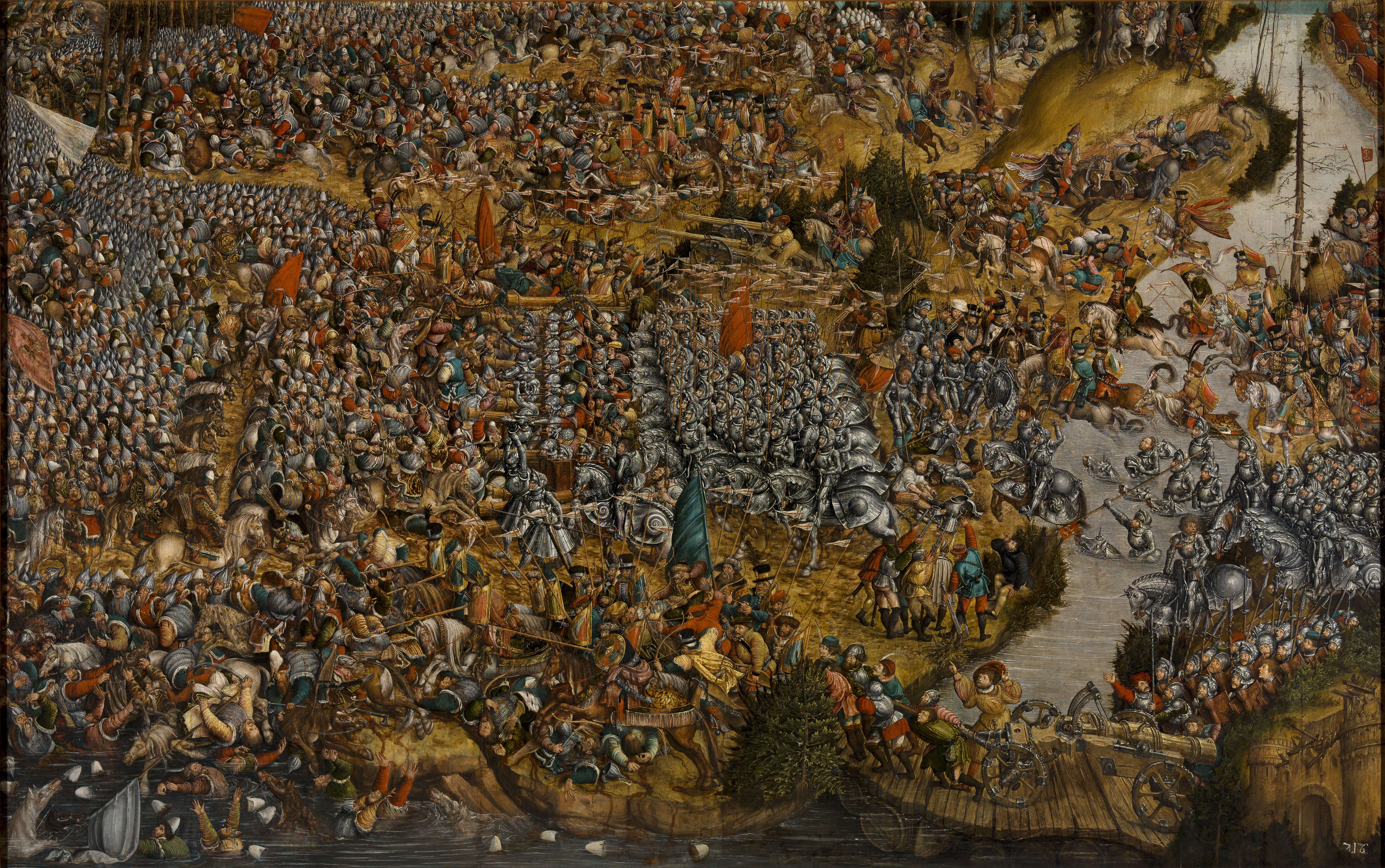
Slaget vid Orsja.
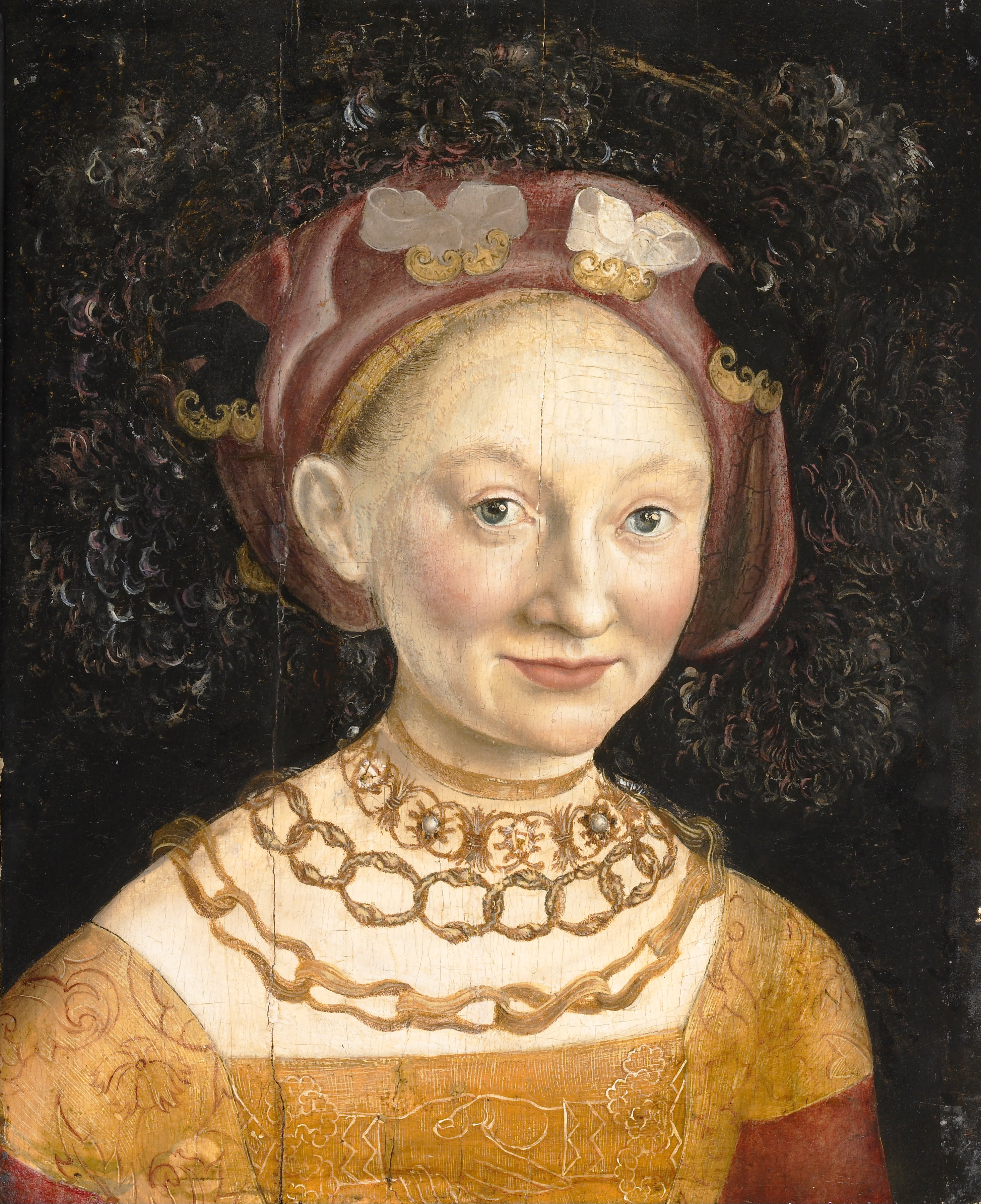
Emilia av Sachsen, markgrevinna av Brandenburg-Ansbach
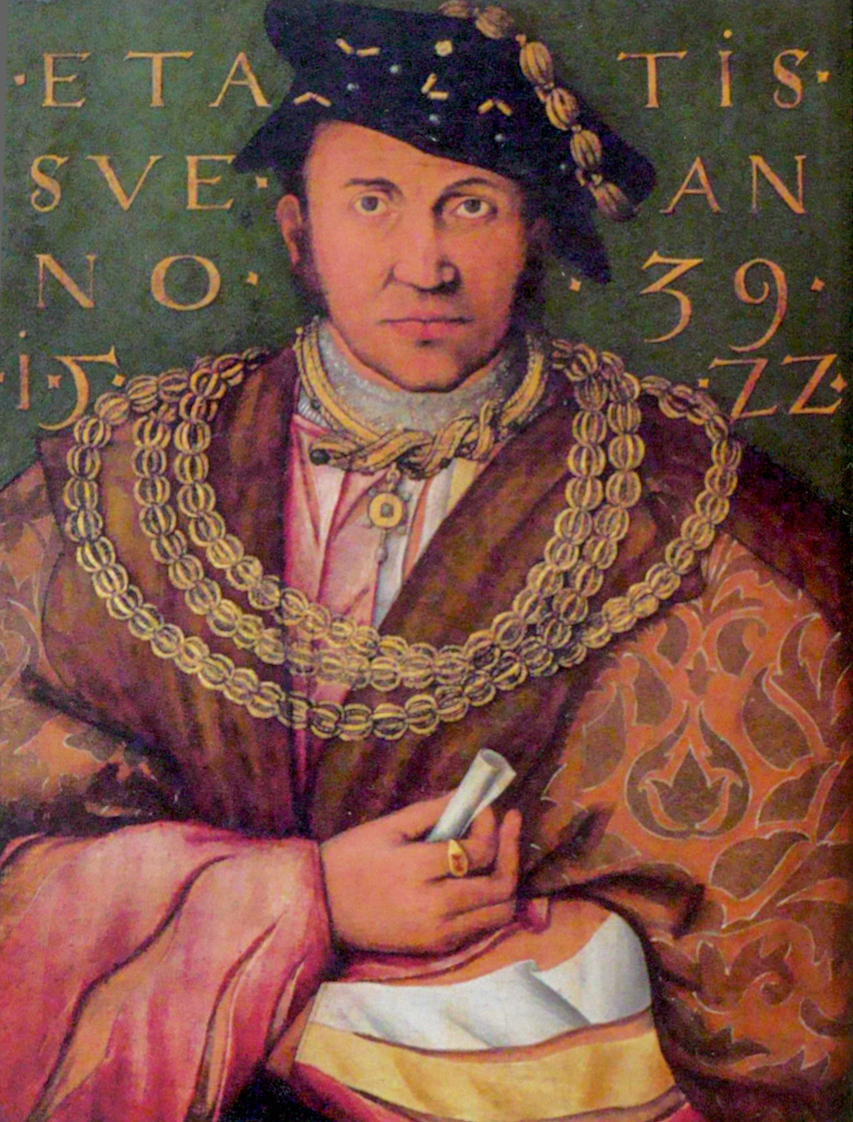
Georg av Brandenburg-Ansbach.
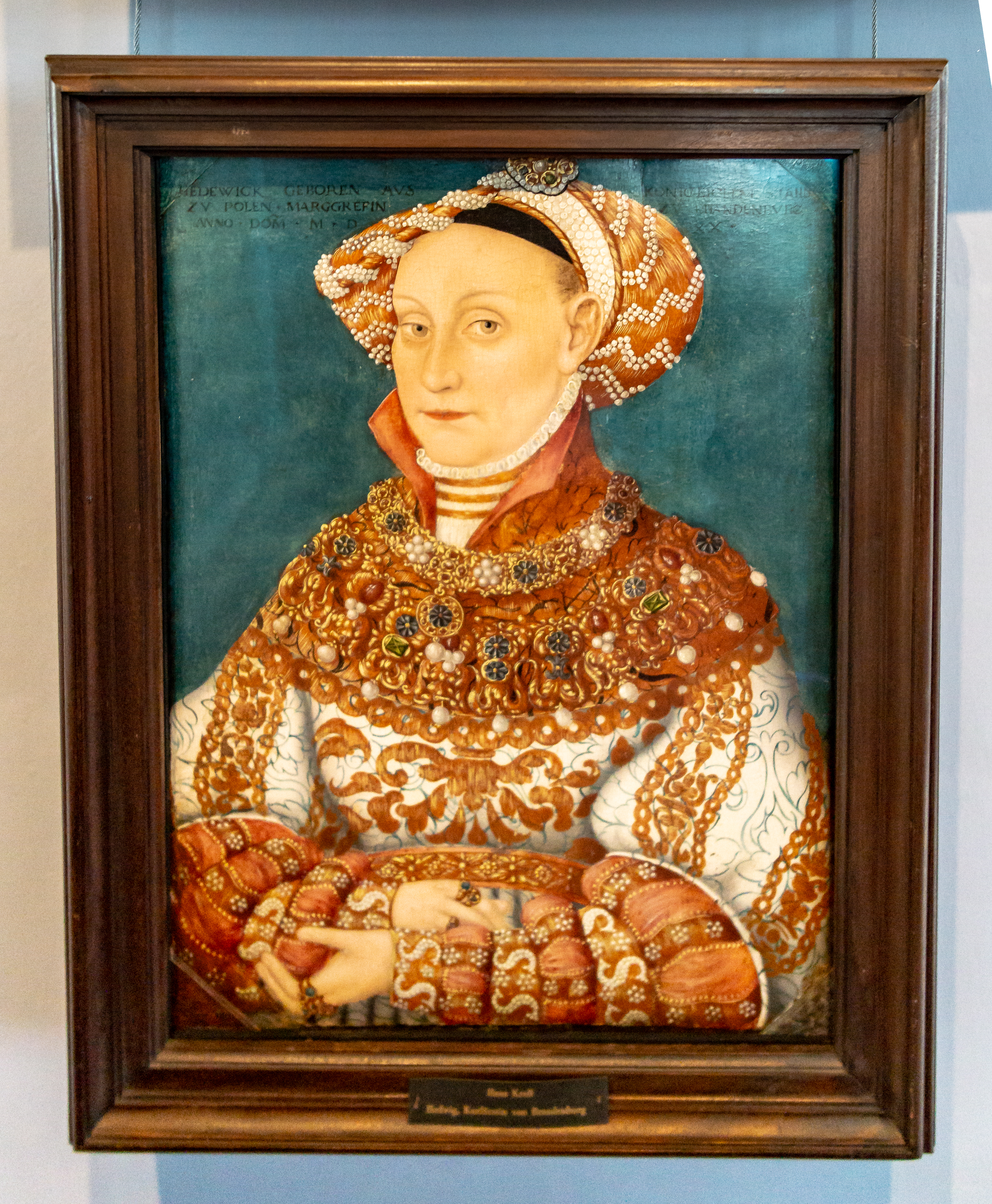
Hedwig av Polen, kurfurstinna av Brandenburg.